# Wannamal
Wannamal is een plaats in de regio Wheatbelt in West-Australië.

## Geschiedenis
Ten tijde van de Europese kolonisatie leefden de Juat Nyungah in de streek.
In de jaren 1850 werd grond verpacht om vee op te laten grazen maar pas in de jaren 1870 vestigden de eerste kolonisten er zich permanent. In 1892 bereikte de 'Midland Railway' de streek en drie jaar later, in 1895, werd een nevenspoor geopend dat Wannamal werd genoemd. Meer en meer mensen vestigden zich in de streek.
In 1904 opende het eerste schooltje van Wannamal. Vanaf 1905 werd in Wannamal post verzorgd. In 1908 werd een postkantoortje geopend. Dat jaar stichtte de overheid er het dorp Wannamal. Het werd naar Lake Wannamal vernoemd. De naam is Aborigines van oorsprong en werd voor het eerst in 1853 als 'Wannamal Swamp' vermeld. De betekenis is onzeker maar volgens een bron betekende Wannamal 'meer'.
De gemeenschapszaal, de 'Wannamal Hall', werd op 27 september 1912 door H.B. Lefroy plechtig geopend. In de jaren 1930 verhuisde het postkantoor naar een groter gebouw. In 1966 werd het schooltje ondergebracht in mobiele faciliteiten. In 1983 werd de gemeenschapszaal afgebroken en door een nieuwe zaal vervangen. Een jaar later sloot de school voorgoed de deuren.

## Beschrijving
Wannamal maakt deel uit van het lokale bestuursgebied (LGA) Shire of Chittering, een landbouwdistrict. Het heeft een gemeenschapscentrum met enkele sportfaciliteiten.
In 2021 telde Wannamal 134 inwoners, tegenover 360 in 2006.

## Toerisme
In het toerismekantoor van de 'Shire of Chittering' in Bindoon is informatie over een toeristische autoroute in Wannamal verkrijgbaar alsook een boek over de geschiedenis van het plaatsje.
De natuurreservaten 'Lake Wannamal Nature Reserve' en 'Udumung Nature Reserve' liggen in de omgeving.

## Transport
Wannamal ligt tussen de Great Northern Highway en de Brand Highway, 115 kilometer ten noordnoordoosten van de West-Australische hoofdstad Perth, 20 kilometer ten zuiden van het toeristische kloosterdorp New Norcia en 28 kilometer ten noorden van Bindoon, de hoofdplaats van het lokale bestuursgebied waarvan het deel uitmaakt.